# Karli-Eli
Karli-Eli (en griego: Κάρλελι, romanizado: Karleli; en turco: Karlıeli), también Karli-Ili o Karlo-Ili, era el nombre otomano de la región de Etolia-Acarnania en el oeste de Grecia, que formaba una unidad administrativa distinta (sanjacado o liwa) desde finales del siglo XV hasta la guerra de independencia de Grecia.
El nombre, que significa «Tierra de Carlo», deriva de los últimos gobernantes cristianos importantes de la región, Carlo I Tocco (1386-1430), o de su sobrino y sucesor, Carlo II Tocco (1430-1448).

## Conquista otomana
A principios del siglo XV, Carlo I Tocco, conde palatino de Cefalonia y Zacinto, se convirtió en el gobernante de la mayor parte de la Grecia continental occidental (Etolia-Acarnania y Epiro). Después de su muerte en 1429, los otomanos se apoderaron de la mayor parte de Epiro, dejando a su sobrino Carlo II Tocco para gobernar un reino truncado como vasallo otomano. Cuando Carlo II murió en 1448, su heredero Leonardo III Tocco intentó buscar la protección de la República de Venecia, tras lo cual los otomanos comenzaron a ocupar los territorios continentales restantes, tomando Arta en 1449.
Los Tocco resistieron en su capital del sur, Angelokastro, hasta 1460. Después de la caída de este último, solo Vonitsa permaneció en manos de los Tocco en el continente, pero la presión disminuyó mientras los otomanos se distrajeron con la guerra otomano-veneciana de 1463-1479. Inmediatamente después de su conclusión, una flota otomana al mando de Gedik Ahmed Bajá conquistó los restos del principado de Tocco, aunque Cefalonia y Zacinto se perdieron nuevamente en 1481. El último puesto avanzado cristiano en el continente, Naupacto (Lepanto), una colonia veneciana desde 1407, fue conquistada por los otomanos en 1499.

## Organización como provincia e historia
Los antiguos territorios de los Tocco se formaron como la unidad administrativa (sanjacado) de Karli-Eli entre 1475 y 1489, primero como parte del Eyalato de Rumelia, y más tarde, probablemente alrededor de 1550, bajo el Eyalato del Archipiélago, una provincia establecida en 1533 y subordinado al almirante en jefe de la armada otomana, el Kapudan Pasha.
Los geógrafos del siglo XVII, Kâtip Çelebi y Evliya Çelebi, registran que la provincia abarcaba seis kazas («distritos»): Santa Maura (Léucade), Vonitsa, Angelokastro (en turco: Enkili-Kastri), Xiromero (en turco: Eksemere), Valtos (en turco: Alto) y Vrachori (en turco: Imrahor). Kâtip también agrega Preveza, pero esto posiblemente sea un error, ya que Evliya no lo menciona. En términos de distribución de la tierra, en 1534, se registra que Karli-Eli tenía seis ziamets y 124 timars, mientras que en el momento de escribir este artículo (1656) Kâtip menciona once ziamets y 119 timars, y la tierra asignada al gobernador (hass) produce unos ingresos de 264 000 akçes. La sede del gobernador o sanjakbey fue Angelokastro hasta finales del siglo XVII, cuando fue devastada por los venecianos durante la guerra de Morea. Luego, la capital se trasladó a la cercana Vrachori, que Evliya describe como una próspera ciudad de trescientas casas durante su visita en 1688.
Santa Maura y Vonitsa fueron conquistadas por los venecianos en 1684, durante las primeras etapas de la guerra de Morea, y les fueron cedidas en el Tratado de Karlowitz en 1699. Aproximadamente al mismo tiempo, Missolonghi y Anatolikon se separaron extraoficialmente de la kaza de Angelokastro y se convirtió en un voevodalik distinto. Además, el sanjacado en su conjunto ahora comenzó a otorgarse como hass a otros gobernadores provinciales o personas de la corte imperial. En consecuencia, desde principios del siglo XVIII en adelante, Karli-Eli fue gobernado por un mütesellim en lugar de un sanjakbey.
A partir de 1788, el ambicioso gobernante albanés semiindependiente de Ioánina, Alí Pachá, codiciaba Karli-Eli y trató de controlarlo interviniendo en su gobierno. Finalmente, en octubre de 1798 invadió la provincia, obligando a su mütesellim a buscar refugio en la ciudadela de Vonitsa. El gobierno otomano reaccionó mediante la concesión de todo el Sanjacado de Karli-Eli (menos el Voevodalik de Missolonghi) como un hass personal a Mihrişah Valide Sultan, la madre del sultán Selim III (1789-1809). Desde 1799 hasta 1805, la provincia fue administrada por Yusuf Agha, un primo del tesorero de la Valide Sultan, pero en 1806, probablemente debido a la muerte de Mihrişah el año anterior, Alí Pachá logró hacerse con el control de Karli-Eli, que mantuvo hasta que el gobierno otomano se volvió en su contra en 1820. Poco después, la región participó en la guerra de independencia de Grecia, con la ciudad de Missolonghi jugando un papel crucial en la lucha de los griegos por la libertad. La totalidad de Karli-Eli se convirtió en parte de Grecia cuando fue reconocida como un reino independiente.